# 그레그 필린게인즈
그레그 필린게인즈(영어: Greg Phillinganes 그레그 필린게인스[*], 1956년 5월 12일 ~ )는 미국의 음악가이다.
2005년부터 2008년까지 토토의 키보디스트로 활동하였다.